# 比利亚法菲拉
比利亚法菲拉，是西班牙卡斯蒂利亚-莱昂萨莫拉省的一个市镇。 总面积74平方公里，总人口647人（2001年），人口密度9人/平方公里。